# Crin Antonescu
George Crin Laurențiu Antonescu (n. 21 septembrie 1959, Tulcea, Tulcea, România) este un om politic român, fost președinte al Partidului Național Liberal (PNL) din 2009 până în 2014 precum și fost președinte al Senatului României între 2012–2014. A fost candidatul PNL la alegerile prezidențiale din 2009, unde s-a clasat pe locul al treilea în primul tur. De asemenea, în perioada 10 iulie 2012–31 august 2012, a fost președinte interimar al României, pe durata suspendării din funcție a lui Traian Băsescu. A candidat  la alegerile prezidențiale în România din 2025, obținând locul al treilea cu circa 20 % din numărul total de voturi valabil exprimate.

## Origine și educație
Crin Antonescu s-a născut la Tulcea, județul Tulcea. A fost crescut de tatăl său, care l-a încurajat să studieze la Universitatea din București pentru a deveni profesor de istorie. În 1978 a câștigat olimpiada națională de istorie. În 1985 a absolvit universitatea, departamentul istorie-filosofie.
În urma dezvăluirilor jurnalistului Ioan T. Morar, Crin Antonescu a recunoscut că a repetat doi ani în timpul facultății, motivând că o dată a repetat deliberat, iar a doua oară pentru că a dorit să rămână în București alături de soția sa încă studentă.

## Carieră profesională
După absolvirea facultății în 1985, Antonescu a predat istoria ca profesor de istorie în comuna Solești, județul Vaslui. Mai târziu s-a întors în Tulcea și și-a continuat activitatea didactică până în 1989 în comuna Niculițel, unde a predat istoria și limba franceză. Acolo s-a remarcat printr-un grad ridicat de absenteism. A lucrat în funcția de curator la Muzeul de Istorie și Arheologie din Tulcea din 1989 până în 1990, când și-a reluat activitatea didactică la Colegiul Dobrogean „Spiru Haret”, înainte de a fi ales deputat în Parlament.

## Carieră politică
După ce a aderat la Partidul Național Liberal, Antonescu a ajutat la organizarea partidului la Tulcea. Crin Antonescu a demisionat din PNL și a trecut prin alte două partide: Partidul Alianței Civice (PAC) și PL '93. A revenit în PNL odată cu reunificarea mișcării liberale, prin care au fost înglobate în PNL toate formațiunile liberale existente la acea dată pe scena politică românească. În 1995 a fost ales vicepreședinte al PNL și, ulterior, lider al delegației liberale din Camera Deputaților, unde a avut această funcție pentru două mandate neconsecutive.
În timpul activității din Camera Deputaților, a fost membru al comisiei pentru învățământ, tineret și sport, al comisiei pentru afaceri externe și al comisiei de cultură, arte și mediile de informare
Ca ministru al tineretului și sportului în timpul guvernării CDR (în perioada 1997 – 2000), a inițiat un pachet de reforme, cea mai remarcabilă fiind renta viageră oferită atleților cu performanțe olimpice semnificative.
Este singurul ministru pe care l-a dat județul Tulcea după Revoluție până în 2012. În 2007, în timpul primei suspendări a lui Traian Băsescu, îl considera pe fostul președinte „un pericol pentru democrație”.

### Președinte al PNL

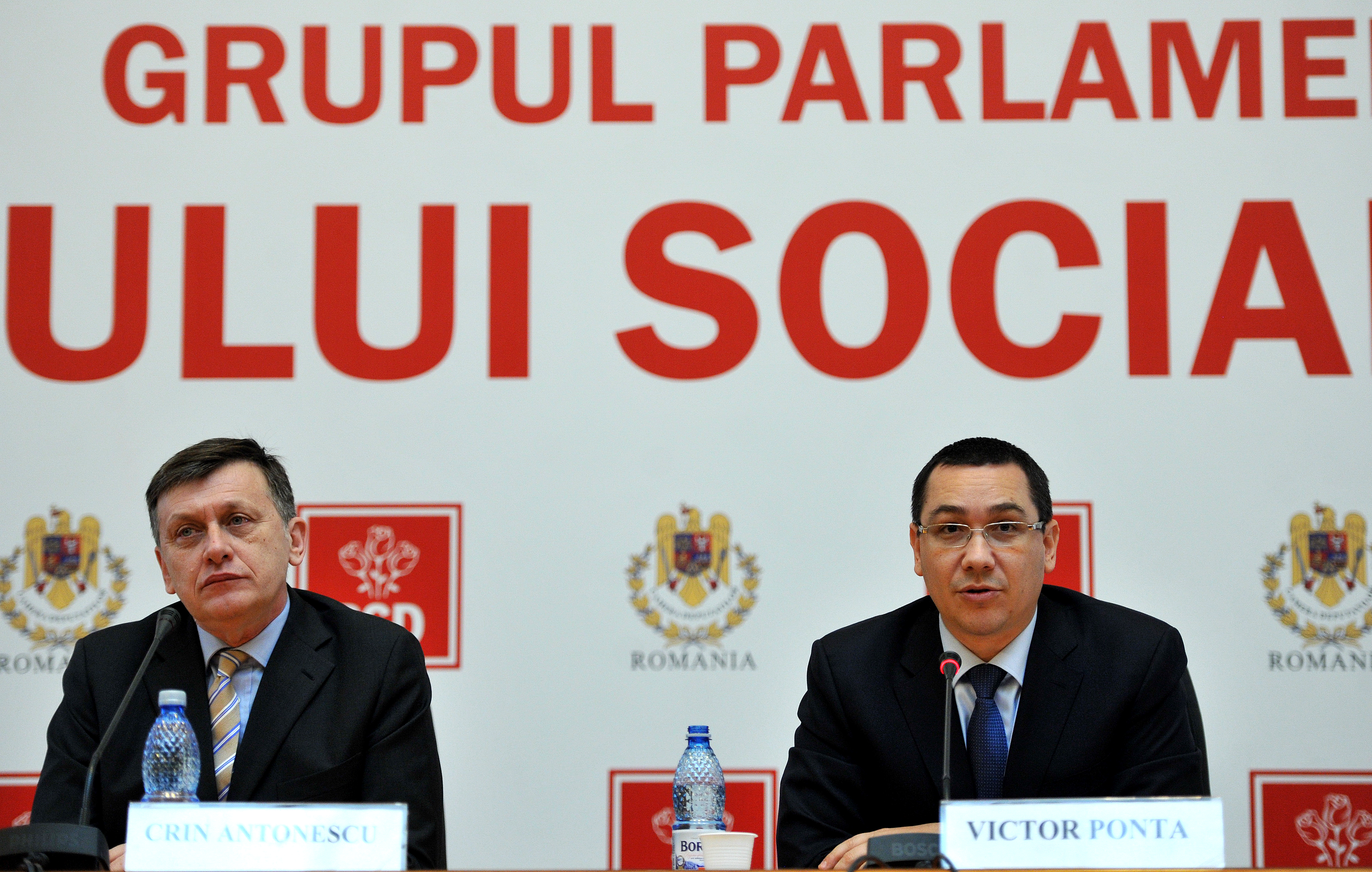
Victor Ponta și Crin Antonescu la prezentarea Strategiei de Dezvoltare a Rețelei de Autostrăzi 2014-2018 în cadrul Grupurilor parlamentare reunite ale USL

Între 20 martie 2009-26 mai 2014 Crin Antonescu a fost președinte al PNL, după ce la 8 martie 2010 a fost reales președinte al PNL, avându-l drept contracandidat pe Ludovic Orban.
Pe 9 ianuarie 2011 Crin Antonescu și Daniel Constantin, președintele Partidului Conservator au semnat protocolul de formare a Alianței de Centru Dreapta (ACD).. Ulterior, pe 5 februarie 2011, între liderii partidelor componente ale Alianței de Centru Dreapta (Crin Antonescu, Daniel Constantin) și liderul Partidului Social Democrat, Victor Ponta, s-a semnat protocolul de formare a Uniunii Social Liberale (USL), o alianță de tip electoral și politic, formată la inițiativa lui Dan Voiculescu, între partide de stânga și de dreapta; președinții celor două partide puternice din Uniunea Social Liberală, PSD și PNL, Victor Ponta și Crin Antonescu, au devenit copreședinți ai USL. Scopul declarat al USL a fost acela de îndepărtare de la putere a președintelui Băsescu, de câștigare a alegerilor din 2012 și a alegerilor prezidențiale din 2014. Programul politic al USL prevedea o amplă reformă constituțională și reforma administrației. Înțelegerea politică dintre PSD și USL prevedea ca președintele PNL să fie candidatul USL la alegerile prezidențiale din 2014, iar ca președintele PSD să devină primul-ministru al Guvernului României, în eventualitatea câștigării alegerilor de către USL.
La Congresul PNL din 22-23 februarie 2013 a fost reales președinte, cu 1434 de voturi „pentru” și 44 „împotrivă”, 50 fiind anulate.

### Candidatura la alegerile prezidențiale din 2009
Candidatura lui Antonescu la alegerile prezidențiale din 2009 a fost susținută de reprezentanți proeminenți ai societății civile din România, precum Doina Cornea, surorile lui Corneliu Coposu, istoricii Lucian Boia și Neagu Djuvara, precum și de Gheorghe Ciuhandu, primarul Timișoarei ales din partea Alianței pentru Timiș, de Nicolae Robu, senator și rector al Universității Politehnica din Timișoara.
La primul tur de scrutin pentru alegerea președintelui României, desfășurat la 22 noiembrie 2009, Crin Antonescu a terminat pe locul al treilea, întrunind 20,02% din sufragii. În al doilea tur de scrutin, Crin Antonescu l-a susținut pe candidatul Partidului Social-Democrat, Mircea Geoană.

### Președinte al Senatului
În vara anului 2012, în contextul modificării majorității politice din Parlament, când mai mulți membri ai partidului de la guvernare PDL au trecut în alte partide (în special în partidele din componența USL), Vasile Blaga (PDL) a fost revocat din funcția de președinte al Senatului. Prin vot parlamentar, Crin Antonescu a fost ales în locul lui Blaga la conducerea camerei superioare a Parlamentului. În urma alegerilor parlamentare din 2012, este reconfirmat în funcția de președinte al Senatului. În 2013, alcătuiește Comisia pentru Revizuirea Constituției în camera superioară a Parlamentului.
A fost inițiatorul Legii 217/2015 (pentru modificarea și completarea Ordonanței de urgență a Guvernului nr. 31/2002 privind interzicerea organizațiilor și simbolurilor cu caracter fascist, rasist sau xenofob și a promovării cultului persoanelor vinovate de săvârșirea unor infracțiuni contra păcii și omenirii), adoptată în iulie 2015. La 4 martie 2014, în timpul dezbaterilor în Parlament privind votarea noului guvern, Crin Antonescu și-a dat demisia din funcția de președinte al Senatului. După 2014 s-a axat pe viața personală, dedicându-se familiei.

### Președinte interimar al României
În 2012, ca urmare a suspendării președintelui Traian Băsescu, Antonescu a preluat funcția acestuia, ca președinte interimar. El a rămas în funcție până la invalidarea de către instituțiile în drept a referendumului pentru demiterea președintelui în exercițiu, decizie publicată în Monitorul Oficial pe 27 august 2012.

### Candidatura la alegerile prezidențiale din 2025
Crin Antonescu a devenit propunerea coaliției de guvernare pe 23 decembrie 2024, fiind validat de PNL (pe 26 ianuarie 2025), UDMR (pe 29 ianuarie) și PSD (pe 2 februarie 2025). Pe 9 martie 2025 își anunță demisia din PNL, pentru a candida ca independent la alegerile prezidențiale din 2025 din partea Alianței electorale „România Înainte” (PNL-PSD-UDMR).
În turul I al acestor alegeri a obținut locul al treilea, cu 20,07% din numărul total de voturi valabil exprimate.

## Viață personală
Antonescu este căsătorit pentru a doua oară. Prima sa soție, Aurelia Antonescu, s-a sinucis în 2004 din cauza suferinței provocate de o boală incurabilă. Cu ea Crin Antonescu are o fiică, Irina, născută la data de 1 martie 2001. În iunie 2009, Antonescu a anunțat că se va căsători cu colega lui de partid, Adina Vălean. Cei doi s-au căsătorit la 25 septembrie 2009.
Cartea preferată a lui Crin Antonescu este Maestrul și Margareta de Mihail Bulgakov, iar filmul preferat, Parfum de femeie, cu Al Pacino în rolul principal.

## Controverse
În 1999 aflat în funcția de ministru al Tineretului și Sportului, Antonescu transferă mai multe terenuri din proprietatea publică de stat în cea publică privată. Astfel, transferul de către acesta a 7 hectare din parcul Herăstrău către BTT (Biroul de Turism pentru Tineret) este declarat în 2015 în referatul DNA un „abuz în serviciu cu consecințe deosebit de grave”, însă instituția nu a mai putut începe urmărirea penală din cauză că fapta se prescrisese din 2009, trecând mai mult de 10 ani, deși sesizarea exista încă din 2006 în sertarele PNA. Decizia lui Antonescu a fost anulată definitiv de instanță în 2015. Alt teren transferat de Antonescu în acest fel controversat a fost cel unde se afla fostul Ștrand al Tineretului (ajuns ulterior sub o închiriere dezavantajoasă pentru statul român în mâna oamenilor de afaceri Gabriel Popoviciu și Árpád Pászkány).